# Université de Gênes
L'université de Gênes (en italien, Università degli studi di Genova) est une université italienne fondée en 1481, dont le siège est via Balbi à Gênes, en Ligurie dont c'est la seule université régionale.

## Historique
Comme la plupart des universités européennes ayant une tradition ancienne, les origines de cette université doivent être recherchées dans les associations de professeurs et d'étudiants. De telles associations, sous forme de collèges, délivrent des diplômes de droit, théologie et médecine dès le XIIIe siècle. Le Collège des Juges existait probablement dès 1307 quand les Capitaines du peuple instaurent une gabelle et impôt pour chaque membre du Collège. En 1353, l'exemption fiscale est confirmée pour chaque membre du Collège. Le statut de ce Collège est promulgué par le Conseil des Anciens, le 8 août 1481.

## Facultés
Au XXIe siècle, l'université de Gênes, avec des campus également à Savone, Imperia et La Spezia, rassemble 11 facultés, pour un total de 125 matières principales enseignées et plus de 90 doctorats délivrés ; elle compte environ 40 000 étudiants.